# 慕容仁
慕容仁（？—336年），小字千年，中國五胡十六國時期昌黎棘城（今中國遼寧省義縣）人，屬鮮卑族慕容部。其父慕容廆曾被東晉封為遼東公，前燕的建立者慕容皝是其同胞之兄，皆为段夫人所生。
慕容仁在319年曾隨其父進攻東晉平州刺史崔毖，獲勝後被任命為征虜將軍，鎮守新得之地遼東（今遼寧省遼陽縣），並抵禦高句麗的攻擊，次年（320年），大破之，自是高句麗不敢犯其境。321年，慕容廆受封遼東公，以慕容仁鎮平郭（今遼寧省熊岳镇）。安撫胡漢人民，威望及恩德並具，僅次於其庶長兄慕容翰。325年，再與慕容皝大破來犯的宇文部鮮卑首領宇文乞得歸之師。
慕容仁與慕容翰二人有勇有謀，又屢立戰功，頗得士卒愛戴，333年慕容皝繼遼東公之位後，二人與另一弟慕容昭皆受猜忌。慕容翰因此於同年出奔段部鮮卑，而慕容仁與慕容昭謀叛，事洩，慕容昭被賜死。慕容仁急返平郭鎮守，敗慕容皝之討伐軍，一時間效忠慕容皝者降者紛紛，慕容仁不久即盡有遼東之地，段部鮮卑首領段遼及其他鮮卑部落皆與慕容仁遙相呼應，而慕容皝僅據有今遼西走廊一帶，自此慕容部分裂為二，相互攻擊。次年（334年），慕容仁自稱平州刺史、遼東公。
336年，慕容皝大舉伐慕容仁，自渤海岸踏冰而行，前進三百餘里，慕容仁倉促應戰，部將陣前倒戈，遂被擒，後為慕容皝賜死。